# ناتالیزومب
ناتالیزومب (انگلیسی: Natalizumab) یک پادتن مونوکلونال علیه مولکول چسبندگی سلولی VLA-4 است. این دارو برای درمان ام‌اس و بیماری کرون به‌کار می‌رود. ناتالیزومب توسط دو شرکت بایوژن و ایلان بازاریابی و عرضه می‌شود. این دارو هر ۲۸ روز یک‌بار توسط تزریق وریدی آهسته تجویز می‌گردد. عقیده بر آن است که ناتالیزومب توانایی عبور سلول‌های ایمنی التهاب‌زا را از خلال سد خونی مغزی و سلول‌های پوشانندهٔ درون روده‌ها کاهش می‌دهد. ناتالیزومب کارایی اثبات‌شده‌ای در درمان علائم هر دو بیماری یادشده دارد و می‌تواند تعداد عودها، کاهش بینایی و زوال شناختی را کاهش داده و به میزان قابل توجهی کیفیت زندگی را بهبود بخشد و تعداد دوره‌های پسرفت علائم را در بیماری ام‌اس بیشتر می‌کند و جلوی عودها را می‌گیرد.
سازمان غذا و داروی آمریکا ناتالیزومب را در سال ۲۰۰۴ تأیید کرد، اما کمی بعد به‌دنبال دریافت گزارش‌هایی مبنی بر احتمال ارتباط آن با بروز لکوانسفالوپاتی چندکانونی پیش‌رونده (PML) در صورت مصرف همزمان با یک داروی سرکوب‌کننده سیستم ایمنی دیگر به‌نام اینترفرون بتا-۱ای، توسط شرکت سازنده‌اش از بازار دارویی جمع‌آوری شد. مجدداً پس از انجام بررسی و بازبینی اطلاعات دریافتی دربارهٔ بی‌خطری دارو و عدم گزارش مرگ‌های بیشتر ناشی از آن، دارو در سال ۲۰۰۶ به بازار دارویی آمریکا بازگشت تا تحت یک برنامهٔ ویژهٔ کنترل‌شده تجویز شود. تا ژوئن ۲۰۰۹، ۱۰ مورد از لکوانسفالوپاتی چندکانونی پیش‌رونده گزارش شده بود. تا اکتبر ۲۰۰۹ این تعداد به ۲۴ رسید که نشانهٔ یک افزایش قابل ملاحظه در میزان کشندگی این مادهٔ شیمیایی در انسان بود و آژانس دارویی اروپا را واداشت تا دربارهٔ آن بررسی و بازنگری کند. تا ژانویهٔ ۲۰۱۰ میلادی ۳۱ مورد از لکوانسفالوپاتی چندکانونی پیش‌رونده با ناتالیزومب نسبت داده شده بود. تا اکتبر ۲۰۱۸، این عدد به ۷۵۷ مورد رسید. سازمان غذا و داروی آمریکا دیگر دارو را از بازار خارج نکرد، چون مزایای مصرف آن بیشتر از معایبش تشخیص داده شد. اتحادیه اروپا مجوز مصرف آنرا فقط برای ام‌اس و تنها به‌صورت تک‌دارویی صادر کرده، چرا که بنا به ادعای سازندهٔ دارو، لکوانسفالوپاتی چندکانونی پیش‌رونده در گزارش‌های نخستین، تنها در بیمارانی رخ داده بود داروهای ضد ام‌اس دیگری پیش از ناتالیزومب دریافت کرده بودند.
شرکت دارویی بایوژن در ۵ سپتامبر ۲۰۰۸ اعلام کرد که نخستین کارآزمایی بالینی داروی جهت استفاده از ناتالیزومب در درمان سرطان را آغاز کرده است.

## مصارف پزشکی
سازمان غذا و داروی آمریکا، ناتالیزومب را برای درمان ام‌اس تأیید کرده‌است. در ایالات متحده آمریکا، این دارو برای درمان بیماری کرون هم به‌کار می‌رود.
در مقایسه با درمان‌های دیگر ام‌اس، ناتالیزومب اثربخشی محدودی در بهبود علائم دارد؛ اما به‌دلیل فقدان اطلاعات کافی مبنی بر مصرف درازمدت آن و همچنین در زمینهٔ عوارض بالقوه کشندهٔ آن، تردیدهایی در مصرف آن خارج از پژوهش‌های مقایسه‌ای با داروهای رایج ابراز گردیده‌است. ناتالیزومب به صورت تک‌دارویی تجویز می‌شود.

## برخی عوارض جانبی
- لکوانسفالوپاتی چندکانونی پیش‌رونده (با احتمال ۲٫۱ در هر ۱٬۰۰۰ بیمار)[۱۱]
- آسیب خطرناک کبدی (۰٫۱٪) - در صورت بروز یرقان یا هرگونهٔ نشانهٔ آزمایشگاهی آسیب کبدی همچون آزمون عملکرد کبد، دارو باید قطع شود.[۱۲][۱۳][۱۴]
- خستگی
- واکنش‌های حساسیتی با احتمال اندک آنافیلاکسی[۱۵]
- سردرد
- تهوع
- سرماخوردگی
- ارتباط با بروز ملانوما (چگونگی این ارتباط روشن نیست)[۱۶]
- نگرانی از احتمال بروز عفونت و سرطان[۸]

## وضعیت قانونی
وزارت بهداشت کانادا در ۳ آوریل ۲۰۰۸ میلادی، داروی ناتالیزومب را به فهرست F از مقررات غذایی و دارویی این کشور افزود که می‌بایست به‌صورت تک‌دارویی تجویز شود و تحت نظارت دقیق پزشک باشد.